# John C. Wright (Politiker, 1801)

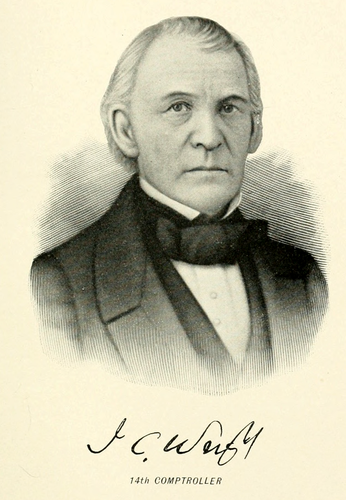
John C. Wright

John Calvin Wright (* 1801 in Greene, New York; † 24. Januar 1862 in Schenectady, New York) war ein US-amerikanischer Jurist und Politiker (Demokratische Partei).

## Werdegang
John Calvin Wright, Sohn von Sarah Treadway (1765–1839) und Calvin Wright (1770–1843), wurde 1801 im Chenango County geboren. Seine Jugendjahre waren vom Britisch-Amerikanischen Krieg überschattet. 1820 graduierte er am Union College in Schenectady (New York). Er studierte Jura und begann nach dem Erhalt seiner Zulassung als Anwalt in Esperance (New York) zu praktizieren. Am 5. Dezember 1833 heiratete er Louisa Marsh (1812–1843). Er war von 1838 bis 1843 First Judge im Schoharie County. Seine Amtszeit war von der Wirtschaftskrise von 1837 überschattet. Wright saß von 1843 bis 1846 im Senat von New York (66. bis 69. New York State Legislature). Nach dem Tod seiner ersten Ehefrau heiratete er im Februar 1844 Caroline Frost (1806–1846). Nach dem Ende seiner Amtszeit im Senat von New York zog er nach Schenectady. Die Folgejahre waren von dem Mexikanisch-Amerikanischen Krieg überschattet. Nach dem Tod seiner zweiten Ehefrau heiratete er am 7. Juni 1847 Sarah Brown (Worcester) Bouck (1819–1859). Bei den Wahlen im Jahr 1851 wurde er zum New York State Comptroller gewählt – ein Posten, den er von 1852 bis 1853 innehatte. Er verstarb 1862 während des Bürgerkrieges in Schenectady und wurde dann auf dem Friedhof in Esperance beigesetzt.